# 拉萨·奥本海
拉萨·奥本海（1858年3月30日—1919年10月7日），德国法学家，被誉为“现代国际法之父”。

## 生平
奥本海生于德国法兰克福附近的温德肯，求学于柏林洪堡大学、哥廷根大学、海德堡大学和莱比锡大学，并于1881年获得哥廷根大学法学博士。后于弗莱堡大学完成教授资格论文。1895年赴伦敦任教直至逝世。
其初任教于巴塞尔大学，后赴伦敦政经学院并于1908年成为剑桥大学国际法教授。其代表作为International Law: A Treatise，于1905-1906出版。该书迄今被认为是国际法的经典教科书。

## 主要著作
- 《盗窃罪的客体》 (1894)
- 《良心论》 (1898)
- 《国际法》 第一卷 和平论 (1905; 1911年第二版)，第二卷 战争论, (1906; 1912年第二版)
- 《国际法律科学》 (1908)
- 《国际事件》 (1909; 1911第二版)
- 《国际法的未来》 (1912年德文版;  1914年英文版)
- 《巴拿马运河之争》 (1913)